# Біргу
Біргу (італ. Città Vittoriosa або мальт. Birgu) — невелике місто на Мальті, яке відіграло велику роль під час облоги Мальти 1565 року. Згідно з переписом 2005 року населення міста становить 2701 осіб. З моря до міста прилягає форт Сент-Анджело, а з південного заходу — місто Коспікуа.

## Історія
Історія Біргу включає в себе події військово-морської та торговельної діяльності острова. До появи Валлетти Біргу, через вдале розташування у Великій гавані, було основним стратегічним містом Мальти, у якому зосереджувалися основні військові сили. Його розвиткові та розквіту посприяли багато народів, зокрема фінікійці, греки, римляни, візантійці, араби, а також лицарі мальтійського ордену.
1530 року, після прибуття на острів госпітальєрів, Бірга стала їхньою столицею, оскільки колишня столиця Мдіна, знаходилася всередині острова і не мала виходу до моря. Одразу після цього госпітальєри провели серію заходів щодо зміцнення форту Сент-Анджело, самого міста Бірги і двох інших прилеглих до нього міст. У той час місто отримало назву Чітта Коттонера (італ. Citta' Cottonera). Ця назва з часом стало позначати і весь прилеглий до міста регіон.

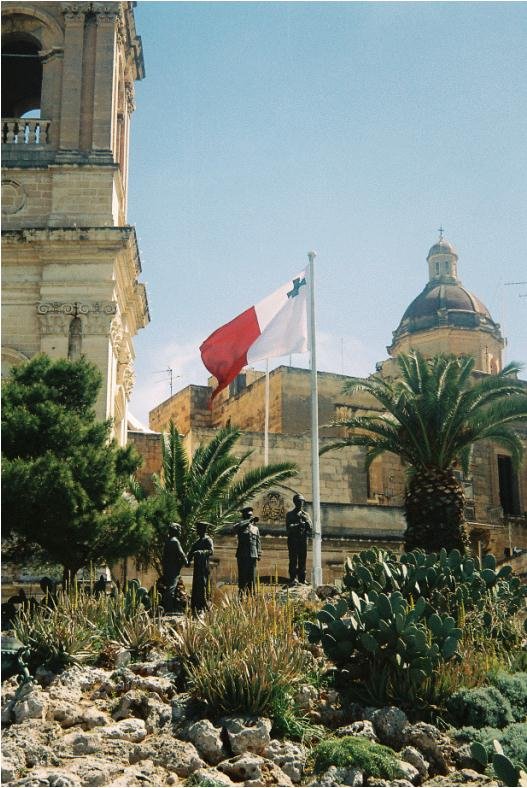
Монумент свободи в Біргіт

Протягом війни між госпітальєрами та турками Біргу жодного разу не був захоплений останніми. Проте війна виснажила місто та після її закінчення великий магістр ордену госпітальєрів вирішив створити нове більш укріплене місто на протилежному березі Великої гавані, що отримало назву Валлетта. Після зняття блокади госпітальєри дали Біргу нову назву — Чітта Вітторіоза (італ. Citta Vittoriosa), що в перекладі з італійської означає  місто-переможець . 1571 року, після того як резиденція великого магістра була перенесена в нову столицю, Біргіт втратив своє важливе значення.
Велика Британія, що заволоділа островом 1800 року, розмістила в Біргу свою військово-морську базу, яка залишалася там до 1979 року.
Парафіяльною церквою міста є храм св. Лаврентія, свято на честь якого відзначається 10 серпня. У місті також розташована церква Благовіщення Пресвятої Богородиці, що належить ченцям-домініканцям. Церкву також іноді називають церквою св. Домініка, святкування на честь якого відбувається кожну останню неділю серпня.
Місто і досі оточують укріплені міські мури, а туристів приваблюють зокрема Палац інквізиторів та форт Сант-Анджело, у якому протягом деякого часу тримали під вартою італійського художника Караваджо.
Біргу та прилеглі до нього міста Коспікуа та Сенглея, утворюють регіон Коттонера (італ. Cottonera), який з півдня оточує Велику гавань. Загальне населення цього регіону становить 5642 особи.

## Демографія

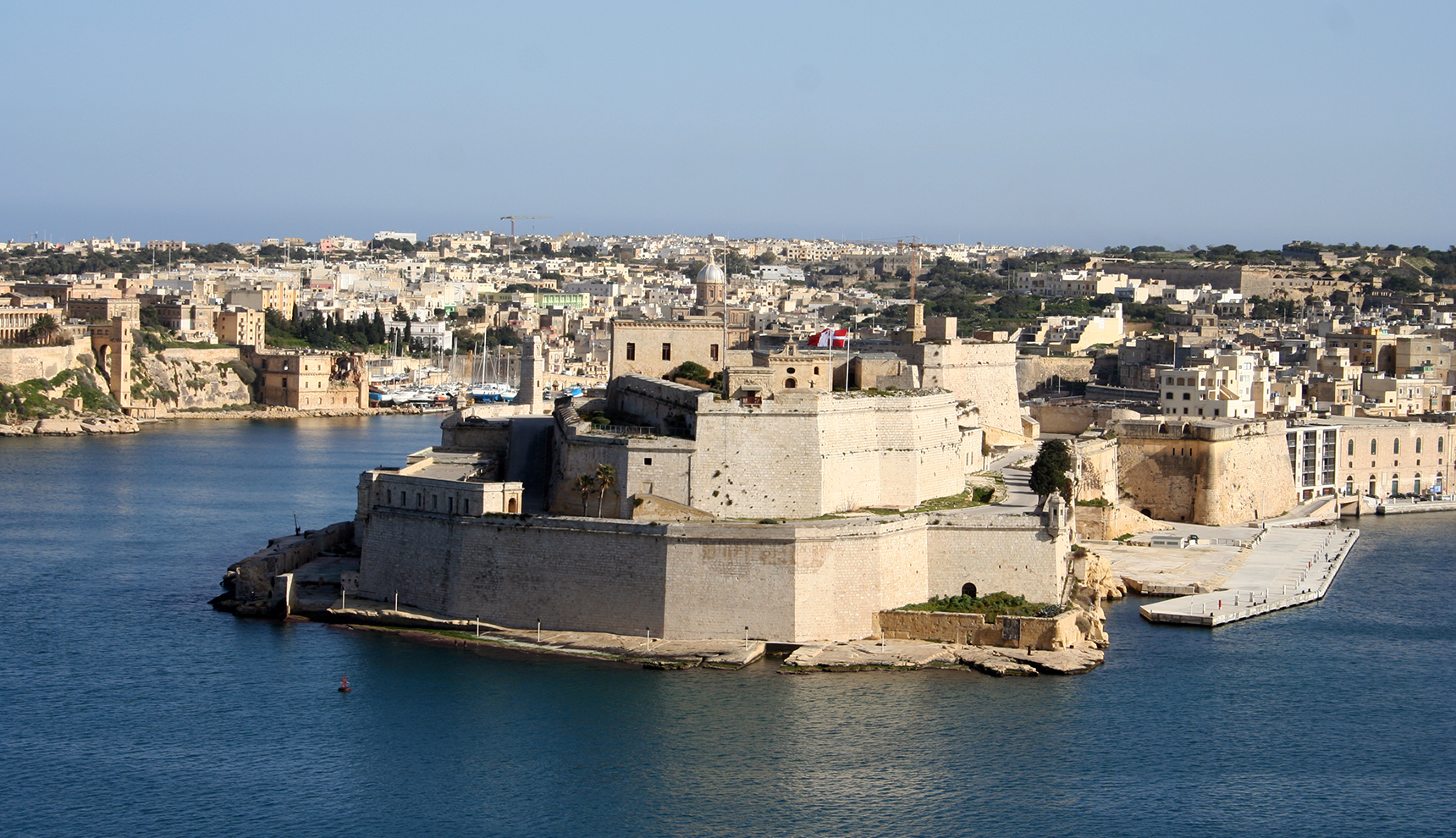
Форт Сант-Анджело та частина Біргу

- 1901: 6093 осіб
- 1921: 5887 осіб
- 1931: 6673 осіб
- 1948: 3816 осіб
- 1957: 4242 осіб
- 1967: 4017 осіб
- 1985: 3572 осіб
- 1995: 3069 осіб
- 2005: 2701 осіб

## Тут народилися
- Пол Боффа — мальтійський державний діяч
- Марія де Домінічі — мальтійська художниця, скульпторка і черниця ордену кармелітів.